# Cânion do Rio Jaguariaíva
Cânion do Rio Jaguariaíva é um cânion brasileiro situado no município de Jaguariaíva, no Paraná.
É considerado o 8º maior do mundo em extensão. Sua formação é composta por paredes de arenito que podem chegar a uma altura de até 80 metros. Diversas atividades ecoturísticas e esportivas podem ser realizadas como é o caso do rafting e o embarque para práticas esportivas podem ser feitas a aproximadamente 11 km da cidade de Jaguariaíva.
O acesso à região é feito pela rodovia PR-151.